# Pearson (rivière)
Pour les articles homonymes, voir Pearson.
La rivière Pearson  (en anglais : Pearson River) est un cours d’eau de la région d’Otago dans l'Île du Sud de la Nouvelle-Zélande.

## Géographie
Elle s’écoule vers le Nord à partir du lac glaciaire du Mont Aspiring/Tititea, qui est alimenté par le glacier glacier Volta (en) et le glacier Bonar, pour atteindre la rivière Waiatoto.